# Julien Guillemot
 (mai 2018).
Si vous disposez d'ouvrages ou d'articles de référence ou si vous connaissez des sites web de qualité traitant du thème abordé ici, merci de compléter l'article en donnant les références utiles à sa vérifiabilité et en les liant à la section « Notes et références ».
Pour les articles homonymes, voir Guillemot.
Julien Guillemot, né le 9 octobre 1786 à Plumelec, mort le 1er juin 1866 à Vannes, est le fils de Pierre Guillemot, chef chouan pendant la Révolution française ; il fut lui aussi chouan et militaire français.

## Biographie
Il est le fils du chef chouan Pierre Guillemot dit le Roi de Bignan.
Il prit part à la Chouannerie de 1815 et se maria avec Isabelle Towil, une cornouaillaise britannique pendant son exil à Teignmouth.
Il fit ensuite carrière dans l'armée avec le grade de colonel. Il a été décoré de deux hautes distinctions des deux régimes successifs : l'ordre de saint Louis à la Restauration et l'ordre national de la Légion d'honneur.
Hostile à la monarchie de Juillet, il participa dès 1831, après avoir rassemblé des  hommes à Bignan et dans les communes avoisinantes, à la Chouannerie de 1832 dans le Morbihan, notamment à l'embuscade de la Lande de Vachegare (en Buléon) contre un charroi militaire le 26 juillet 1831 (là même où son père avait déjà combattu en 1799). Le 12 octobre 1831, alors qu'il était, avec quelques hommes, caché dans une maison de Moréac, averti que la police allait le trouver, il s'enfuit, déguisé en paysan, mais fut arrêté par cinq gendarmes et conduit à la prison de Vannes, puis à celle de Rennes, d'où il parvint à s'évader. Il rejoignit par la suite pendant un temps l'ex- roi Charles X dans son exil anglais.
Il repose au cimetière de Saint-Patern à Vannes (allée centrale, côté sud) avec son épouse. Cette tombe a la particularité de porter une épitaphe trilingue : latin, breton et français.